# Lunamarina
Lunamarina (punarnavina) es una quinolona alcaloide presente en Boerhavia diffusa (punarnava).